# Американская ассоциация государственных промышленных гигиенистов

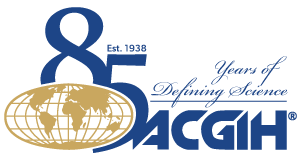

Ассоциация государственных промышленных гигиенистов (American Conference of Governmental Industrial Hygienists ACGIH) — это ассоциация, объединяющая промышленных гигиенистов и людей, работающих в промышленности — тех, чья деятельность связана с профилактикой профессиональных заболеваний. Штаб-квартира организации находится в Цинциннати, Огайо. Работа ассоциации направлена, в частности, на профилактику профессиональных заболеваний работающих путём обеспечения специалистов по промышленной гигиене современной и точной научной информацией.

## История
В 1936-37 гг. отдел промышленной гигиены Министерства здравоохранения провёл два семинара, на которых рассматривалась возможность и пути создании организации, работающей в области получения и распространения информации в области гигиены и охраны труда. 27 июня 1938 г. в Вашингтоне (округ Колумбия) была проведена национальная конференция промышленных гигиенистов (National Conference of Governmental Industrial Hygienists NCGIH). Первоначально (полноценное) членство в ассоциации ограничивалось двумя представителями (по одному от каждого существовавшего тогда государственного ведомства, занимавшегося вопросами промышленной гигиены). Название организации было изменено в 1946 г. на American Conference of Governmental Industrial Hygienists (ACGIH). Полноправными членами организации могли стать любые сотрудники государственных организаций, занимающиеся вопросами промышленной гигиены, а также специалисты в этой области из государственных организаций других стран. В настоящее время членами организации могут стать все люди, чья работа связана с медициной труда, безопасностью жизнедеятельности — как в США, так и в других странах.
Сейчас 11 комитетов организации сосредоточили свою деятельность на следующих направлениях: охрана труда и техника безопасности в сельском хозяйстве; оборудование для отбора проб воздуха
; биоаэрозоли; биологические ПДК (biological exposure indices BEI); компьютеры; промышленная вентиляция; возбудители инфекционных заболеваний; международное сотрудничество; маленькие коммерческие организации; предельно-допустимые концентрации вредных химических веществ ПДК (TLV) и предельно-допустимые уровни воздействия вредных физических производственных факторов ПДУ (TLV), и др.
Ассоциация издаёт журнал Journal of Occupational and Environmental Hygiene. Журнал издаётся с 1940 г. (2004 г.) (прежние названия: American Industrial Hygiene Association Quarterly (1940—1957); American Industrial Hygiene Association Journal (1958—1999); Applied Occupational and Environmental Hygiene (1990—2003), и цитируется в CANMET, Chemical Abstracts (American Chemical Society), Excerpta Medica, Index Medicus, MEDLINE, NIOSH-TIC и Environmental Periodicals Bibliography.

## Предельно-допустимые воздействия вредных факторов: ПДК, биоПДК и ПДУ
Ассоциация разрабатывает значения предельно-допустимых вредных воздействий (химических веществ и физических факторов) на рабочих в производственных условиях. Эти значения относятся к научно-медицинским показателям состояния здоровья, но формально — юридически — их превышение может не являться нарушением законодательства. В США юридически обязательные для выполнения работодателем значения ПДК, биоПДК и ПДУ разрабатывает Управление по охране труда (OSHA), и оно же следит за их соблюдением. Значения ПДК/TLV (ACGIH) и ПДК/PEL (OSHA) могут различаться из-за отставания нормотворческой деятельности от интенсивного развития науки.
Значения ПДК химических веществ были разработаны организацией в 1941 г. Группа разработчиков изучала, регулярно (ежегодно) пересматривала и рекомендовала (использовать) эти значения. В 1944 г. эта группа стала комитетом, и спустя два года опубликовала первый список ПДК (тогда они назывались (Maximum Allowable Concentrations) для 148 веществ. Позднее название изменили на «Threshold Limit Values (TLV)» (1956). В 1962 г. впервые были опубликованы обоснования для разработанных значений ПДК (научные исследования, данные о профзаболеваемости и т. п.) — Documentation of the Threshold Limit Values. Затем эти документы стали переиздаваться ежегодно. В 2015 г. в очередное издание включили значения ПДК для более 700 наиболее часто встречающихся на рабочих местах (в США) вредных веществах; и более 50 биоПДК, охватывающих воздействие более чем 80 различных вредных веществ.
Эти значения разрабатывались с использованием всей доступной научной информации, собранной как в США так и из иностранных источников, и они нередко используются как основа для разработки юридически обязательных для выполнения работодателем значений ПДК во многих странах. Однако сами разработчики предупреждают, что использовать эти значения для управления риском развития профессиональных заболеваний должны подготовленные специалисты, и что TLV разрабатывались для использования в условиях промышленных предприятий в США — так что механический перенос в другие условия может быть не оправдан.
Разработаны три категории предельно допустимых концентраций вредных веществ (ПДК) и вредных физических факторов (ПДУ), TLV:
1. TWA (time-weighted average - средняя концентрация за период времени) – средневзвешенная во времени концентрация, рассчитанная на 8-часовой рабочий день и 40-часовую рабочую неделю, повторному воздействию которой могут подвергаться без повреждающего эффекта почти все рабочие.
2. STEL (short term exposure limit - максимальная средняя концентрация за небольшой период) – концентрация, воздействию которой рабочие могут подвергаться в течение короткого времени, не вызывающая увеличения вероятности несчастного случая, ухудшения самочувствия или сокращения эффективности работы. При этом не должна превышаться ежедневная TWA. Воздействие в концентрации STEL не должно продолжаться больше 15 мин или повторяться более 4-х раз за смену. Интервал между следующими друг за другом воздействиями на уровне TLV-STEL не может быть менее 60 мин.
3. C (ceiling - максимальная мгновенная концентрация) – концентрация, величина которой никогда не должна превышаться.

Применение приведенных пороговых пределов для разных веществ не одинаково. Например, для раздражающих газов применяются только TLV-C. Для других веществ, в зависимости от их физиологического действия, могут быть применены две или все три величины пороговых пределов. TLV для веществ, проникающих через кожу, содержат пометку «кожа». Это свидетельствует о том, что необходимо принимать соответствующие меры, препятствующие попаданию на кожу.